# Gyé-sur-Seine
Gyé-sur-Seine település Franciaországban, Aube megyében. Lakosainak száma 464 fő (2022. január 1.). Gyé-sur-Seine Courteron, Landreville, Loches-sur-Ource, Mussy-sur-Seine, Neuville-sur-Seine, Plaines-Saint-Lange, Les Riceys és Essoyes községekkel határos.

## Népesség
A település népességének változása:
| Lakosok száma | 513  | 489  | 485  | 520  | 510  | 498  | 492  | 490  | 476  | 464  |
|               | 1968 | 1982 | 1990 | 2006 | 2013 | 2015 | 2017 | 2019 | 2020 | 2022 |